# Darwin Waterfront Precinct

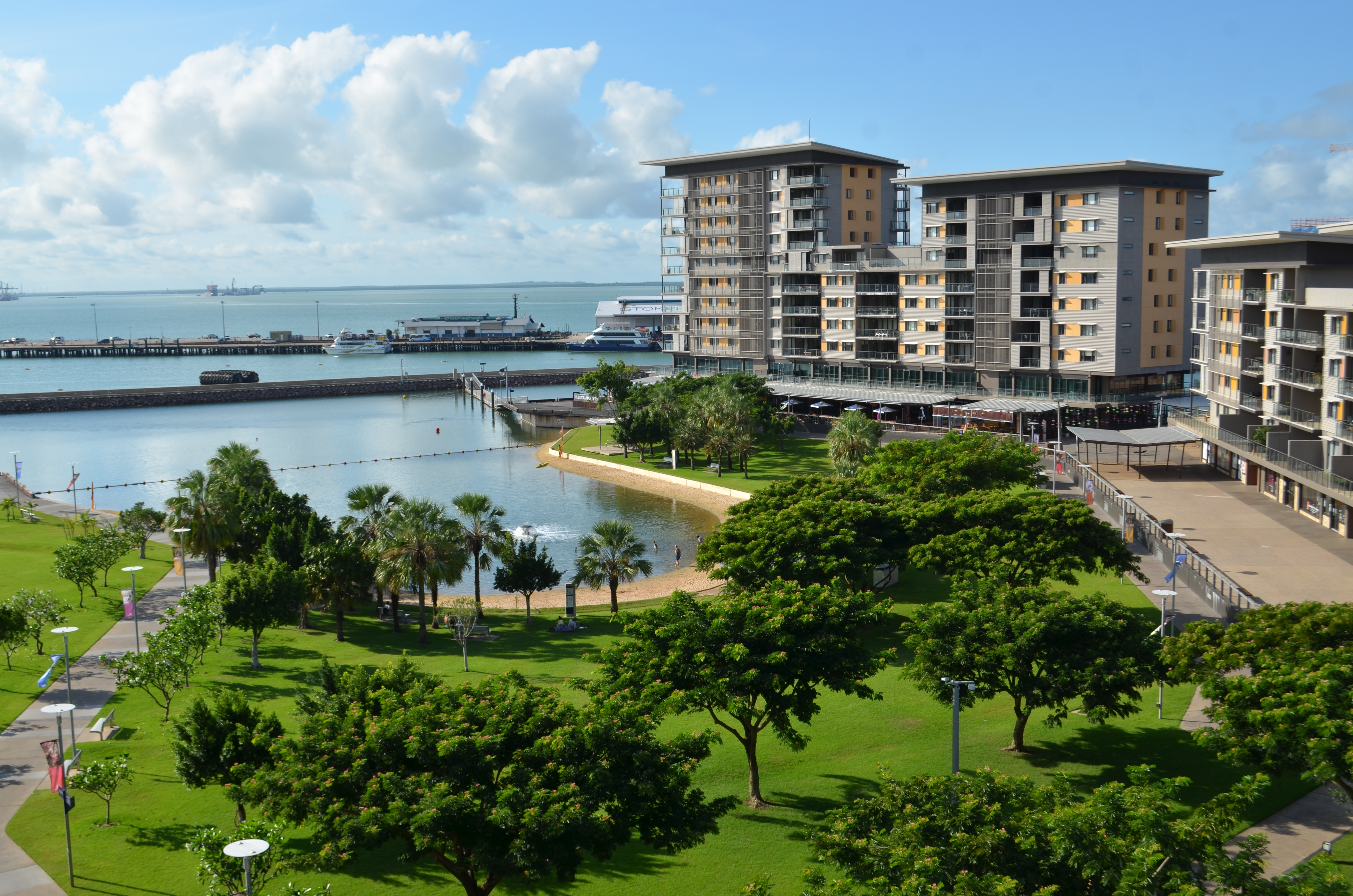
Darwin Waterfront Precinct

Le Darwin Waterfront Precinct (Enceinte du front de mer de Darwin) est un complexe touristique situé dans la ville australienne de Darwin (Territoire du Nord). Cet ensemble offre aux habitants de la ville et aux touristes un large choix de restaurants et de bars ainsi qu'une piscine à vagues et une plage artificielle. Il est situé à cinq minutes à pied du Centre d'affaires de Darwin (Darwin Central Business District).

## Situation
Le quartier se situe au niveau des quais Un et Deux du port de la ville.

## Historique
Cette zone touristique a été construite sur des terrains non utilisés de la baie de Kitchener entre Stokes Hill et Fort Hill (qui ont depuis été supprimées).
Les tunnels de stockage de pétrole de Darwin avaient été construits pendant la Seconde Guerre mondiale afin de mettre à l’abri les réserves de pétrole des attaques de la marine japonaises. Deux de ces tunnels sont désormais ouverts au public.

## LaDarwin Waterfront Corporation
L'Enceinte du front de mer de Darwin est gérée par la Darwin Waterfront Corporation, une société créée par une loi du Territoire en 2006. Elle a pour but de gérer et promouvoir l'ensemble touristique. La société est également tenue d'assurer les prestations de services municipaux au quartier,,.

## Attractions touristiques
- Le Waterfront Lagoon (plage artificielle)
- Le Parc Goyder
- Le Cinéma Deckchair
- Le Darwin Wave Pool (Piscine à vague)
- Le Darwin Convention Centre (Centre de congrès)
- Restaurants, magasins et appartements